# We Got the Party
We Got the Party – trzeci singel z drugiego sezonu serialu Hannah Montana, a zarazem piąty singel Hannah Montany. Premiera wideo utworu miała miejsce 26 czerwca 2007.

## Wersje
Powstały dwie wersje piosenki. Jedna w wykonaniu Miley Cyrus jako Hanny Montany, która pojawiła się na płycie Hannah Montana 2: Meet Miley Cyrus i druga, wykonywana jako duet Hanny Montany z Jonas Brothers. Tę drugą wersję można usłyszeć w odcinku serialu Hannah Montana pt. "Me and Mr. Jonas and Mr. Jonas and Mr. Jonas" oraz na bonusowym wydaniu płyty zespołu Bonus Jonas Edition.